# Phyllomyias urichi
Phyllomyias urichi е вид птица от семейство Tyrannidae. Видът е застрашен от изчезване.

## Разпространение
Видът е разпространен във Венецуела.